# Pitcairnia phelpsiae
Pitcairnia phelpsiae är en gräsväxtart som först beskrevs av Lyman Bradford Smith, och fick sitt nu gällande namn av Bruce K. Holst och Lyman Bradford Smith. Pitcairnia phelpsiae ingår i släktet Pitcairnia och familjen Bromeliaceae. Inga underarter finns listade i Catalogue of Life.